# 林名溢
林名溢（英語：Nick Lam Ming-yat，1986年—），網名天溢，香港民主派政治人物及網絡作家、程式設計師，香港城市大學及圓玄二中校友，前香港大埔區議會大埔墟選區議員，大埔民主聯盟成員。
2019年11月24日，林名溢首次參與區議會選舉，在大埔墟選區以2,466票，擊敗得1,886票的張國慧，成功當選。
林名溢曾在高登討論區以網名「天溢」創作多部網絡小說，代表作為《死魚與淫西，炮房內的攻房戰》，及後以相同網名轉戰LIHKG討論區，但已沒有再從事創作。
2021年5月11日，區議員宣誓條例恢復二讀前夕，林名溢在Facebook發文，宣布已辭去大埔區議員職位。目前定居加拿大。

## 外部連結
- 林名溢 Lam Ming Yat, 阿Nick （页面存档备份，存于）

| 議會席位      | 議會席位                                        | 議會席位    |
| ------------- | ----------------------------------------------- | ----------- |
| 前任： 李國英 | 大埔區議會大埔墟選區 2020年1月1日—2021年5月11日 | 繼任： 懸空 |